# Charaxes monteiri
Charaxes monteiri är en fjärilsart som beskrevs av Otto Staudinger 1885. Charaxes monteiri ingår i släktet Charaxes och familjen praktfjärilar. Inga underarter finns listade i Catalogue of Life.